# Divine Intervention (album)
Divine Intervention is het zesde studioalbum van de thrashmetalband Slayer. Het album werd uitgebracht op 27 september 1994 en telt 10 nummers.
Het album werd sterk geïnspireerd door actuele gebeurtenissen op televisie in die tijd. Ook is drummer Paul Bostaph voor het eerst te horen op een Slayer-album.
Het album werd gemengd ontvangen in recensies. Het bereikte de achtste plek in de US Billboard 200 en de vijftiende plek in de UK Albums Chart. In Nederland kwam het album op de 31e plek in de Album Top 100.

## Tracklist
1. Killing Fields (3:57)
2. Sex. Murder. Art. (1:50)
3. Fictional Reality (3:38)
4. Dittohead (2:31)
5. Divine Intervention (5:33)
6. Circle of Beliefs (4:30)
7. SS-3 (4:07)
8. Serenity in Murder (2:36)
9. 213 (4:52)
10. Mind Control (3:04)

## Medewerkers
- Tom Araya - basgitaar, vocalen
- Jeff Hanneman - gitaar
- Kerry King - gitaar
- Paul Bostaph - drums
- Rick Rubin - producer
- Toby Wright - producer, mixage
- Stephen Marcussen - mastering
- Wes Benscoter - artwork